# Ea (genus)
Ea is een geslacht van wantsen uit de familie van de Acanthosomatidae (Kielwantsen). Het geslacht werd voor het eerst wetenschappelijk beschreven door William Lucas Distant in 1911.

## Soorten
Het genus bevat de volgende soorten:

- Ea australis Distant, 1911
- Ea septentrionalis Carvajal, Faúndez & Rider, 2014